# Lo Mas Nou de Santa Pau
Lo Mas Nou de Santa Pau és una obra del municipi d'Arnes (Terra Alta) inclosa en l'Inventari del Patrimoni Arquitectònic de Catalunya.

## Descripció
Estem davant un conjunt d'edificacions d'ús agrícola, format principalment per una edificació coberta teula àrab a dos aiguavessos, i una altra, adossada a una sola vessant.
L'edificació principal -el mas- és més alt, amb planta baixa, primera i golfa. Té les obertures desordenades i bastant petites, façana de paredat acabat amb estesa de morter de calç. Originàriament s'usaven les parts baixes com a magatzems i per al bestiar i les plantes superiors, per habitatge dels pagesos o masovers. La façana principal i l'accés el té al migdia, resguardant-se del fort vent que bufa a la zona en certes èpoques de l'any. Adossat a aquest nucli hi ha una altra construcció, a una sola vessant de teula àrab, amb murs de pedra seca, que presenta una més gran simplicitat.

## Història
Aquesta mas, com d'altres a la zona està situat al voltant d'un aqüífer, en aquest cas del riu dels Estrets. Prop d'aquest mas, a mig camí del mas de la llosa hi ha el mas antic de Santa Pau. Situat entre Arnes i Horta, té dos possibles accessos: un des d'Arnes i l'altre des d'una bifurcació a la dreta partint del camí que va al mas de la Franqueta.